# Walter E. Brehm
Walter Ellsworth Brehm, född 25 maj 1892 i Somerset i Ohio, död 24 augusti 1971 i Columbus i Ohio, var en amerikansk tandläkare och politiker (republikan). Han var ledamot av USA:s representanthus 1943–1953.
Brehm efterträdde 1943 Harold K. Claypool som kongressledamot och efterträddes 1953 av Oliver P. Bolton.
År 1951 dömdes Brehm till 5 000 dollar i böter för att olagligt ha tagit emot kampanjpengar av en medarbetare.